# ججیل
ججیل (به انگلیسی: Jajial) یک منطقهٔ مسکونی در پاکستان است که در ناحیه جهلم واقع شده‌است.